# 鼠疫 (小说)
《鼠疫》（法語：La Peste），是法國作家阿尔贝·加缪所創作的小說。于1947年出版，被视作加缪的代表作之一。

## 故事簡介
內容講述阿爾及利亞的奥兰發生瘟疫，突如其來的瘟疫讓人不知所措。政客狂妄無知，掩飾諉過，甚至想利用災難來獲取利益，原來過著委靡不振生活的小人物，憑著黑市門路，為人民帶來各種禁品，突然成為了城中的風雲人物；小百姓恐慌無助、自私貪婪，每天都只是過著頹廢生活。瘟疫城市被重重封鎖，無人能夠自由進出，被困在城中的人民，朝思暮想著住在城外的親朋好友，一位到城出差的記者，被迫過著無親無友的生活，只有寄望參與自願隊消磨時間。主角里昂醫師這時挺身而出救助病人，與一些同道成了莫逆之交，不過自己的妻子卻遠在療養院，生死未卜。

## 改編作品
- 1970年香港電影《昨天今天明天》
- 1992年電影阿根廷電影《The Plague（英语：The Plague (1992 film)）》